# Daddy's Soldier Boy
Daddy's Soldier Boy è un cortometraggio muto del 1913 diretto da Robert T. Thornby (Robert Thornby).

## Produzione
Il film fu prodotto dalla Vitagraph Company of America.

## Distribuzione
Distribuito dalla General Film Company, il film - un cortometraggio in una bobina - uscì nelle sale cinematografiche statunitensi il 22 settembre 1913.